# Fichitești, Bacău
Fichitești este un sat în comuna Podu Turcului din județul Bacău, Moldova, România.